# ベルトルト・ヴォルツェ

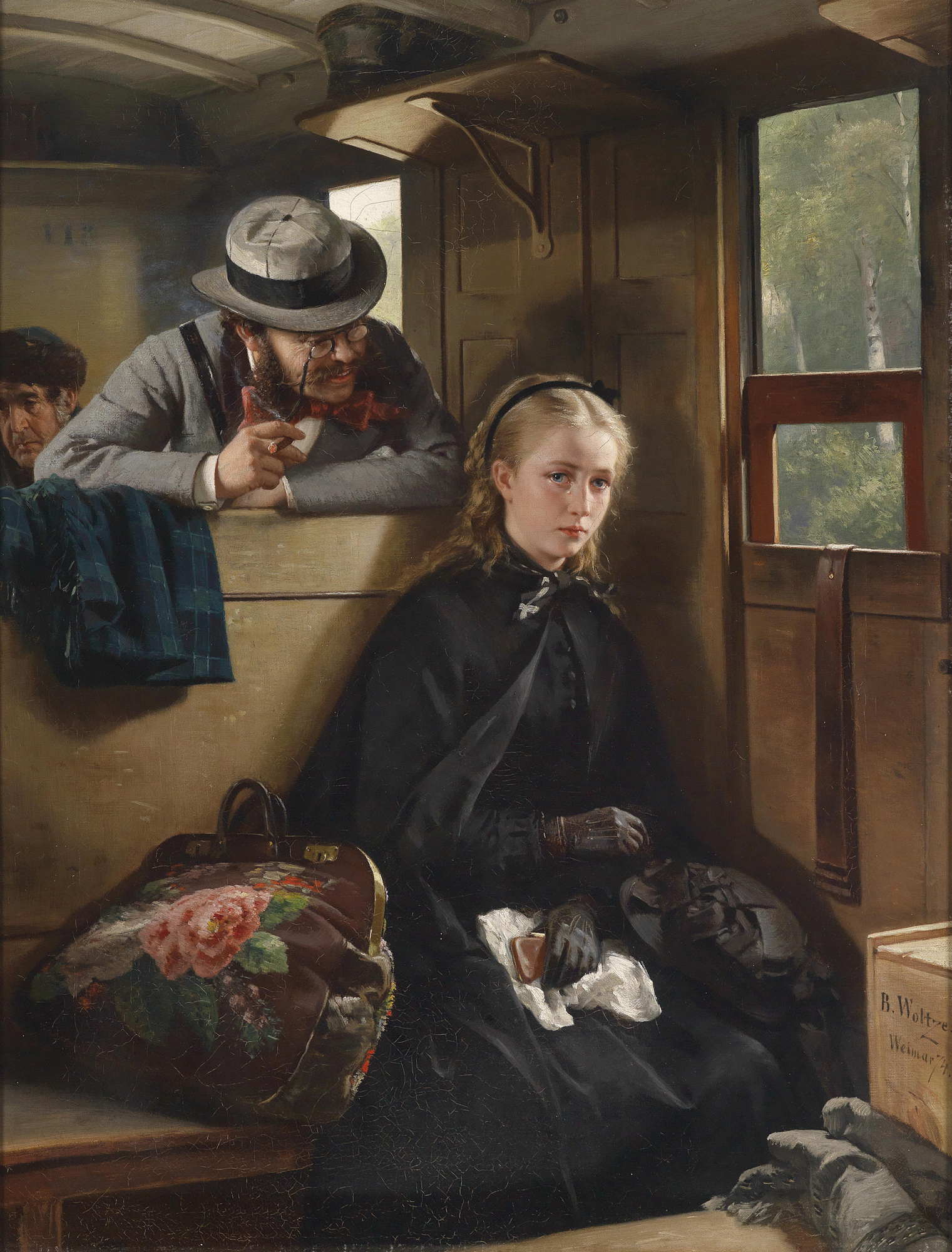
『鬱陶しい紳士』 Der lästige Kavalier（1874年、個人蔵）

ベルトルト・ヴォルツェ（Berthold Woltze、1829年8月24日 Havelberg - 1896年11月29日 ヴァイマル）は、ドイツの風俗画家・肖像画家・イラストレーター。
ヴォルツェはヴァイマルの大公立美術学校 (de:Großherzoglich-Sächsische Kunstschule Weimar) の教授であった。1871年から1878年にかけて、彼は絵入り新聞『ガルテンラウベ』に膨大な作品を発表した。著名な作品の一つとして『鬱陶しい紳士』 Der lästige Kavalier がある。
建築画家のペーター・ヴォルツェ（1860年 - 1925年）は子。

## 作品

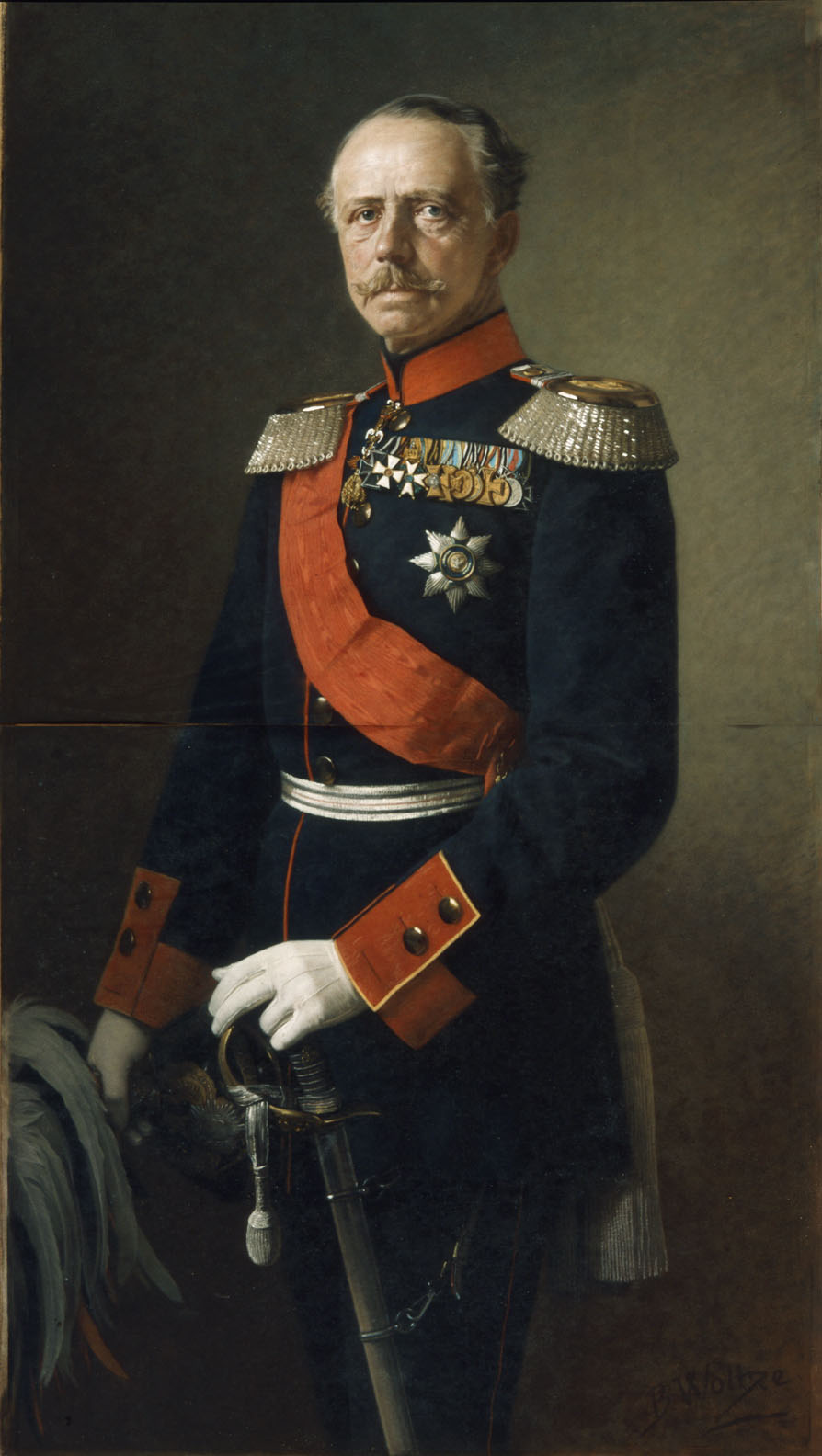
ザクセン＝ヴァイマル＝アイゼナハ大公カール・アレクサンダーの肖像画
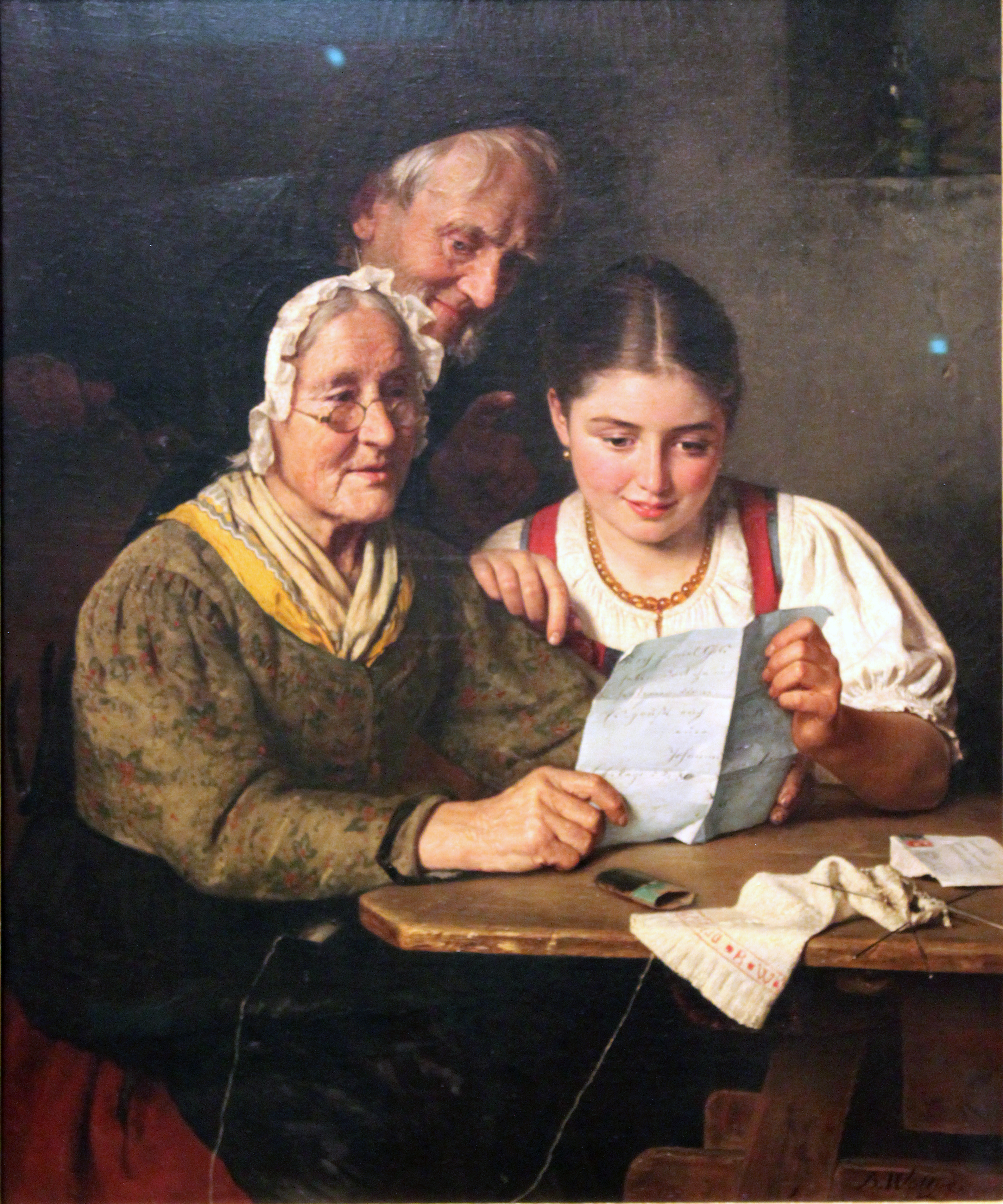
風俗画"Ein Brief aus Amerika"（アメリカからの手紙）。1860年頃、ドイツ歴史博物館（英語版）蔵
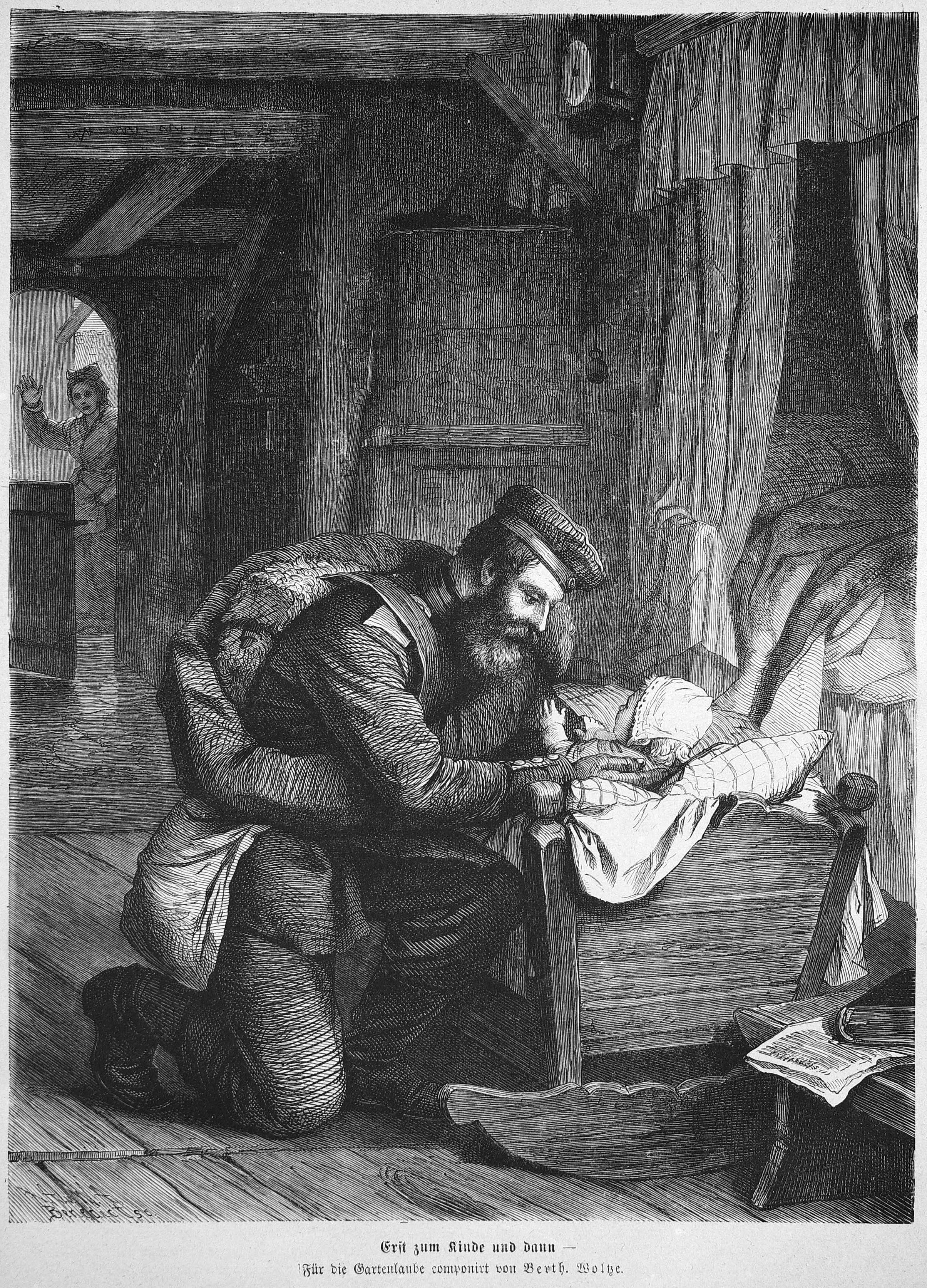
『ガルテンラウベ』掲載の挿絵 "Erst zum Kinde und dann – "（まず子供に、そして―）、1871年。